# Milos Kerkez
Milos Kerkez (serbisch-kyrillisch: Милош Керкез; * 7. November 2003 in Vrbas, Serbien und Montenegro) ist ein ungarischer Fußballspieler serbischer Abstammung. Er spielt als Linksverteidiger für den FC Liverpool in der Premier League. Er ist  Nationalspieler Ungarns.

## Karriere

### Verein
Nach seinen ersten Stationen in Serbien bei OFK Vrbas und FK Hajduk Kula spielte Kerkez für fünf Jahre als Jugendspieler in Österreich bei Rapid Wien (2014–2019), bevor er nach Ungarn zu Hódmezővásárhelyi FC wechselte. Im Jahr 2020 wurde er vom Nemzeti-Bajnokság-II-Verein Győri ETO FC verpflichtet. Während seiner Zeit in Ungarn entschied er sich für dieses Land zu spielen, weil er laut eigener Aussage viel Hilfe und Unterstützung von seinen Trainern und Mannschaftskameraden in Győr bekam. Am 2. Februar 2021 wurde er vom AC Mailand verpflichtet, wo er allerdings keinen Pflichtspieleinsatz in der Profimannschaft erhielt und stattdessen für die Primavera-Auswahl zum Einsatz kam.
Am 29. Januar 2022 wurde er vom Eredivisie-Klub AZ Alkmaar unter Vertrag genommen, wo er zuerst für die Reservemannschaft in der Eerste Divisie spielte. Am 19. Mai 2022 bestritt er sein erstes Spiel in der Eredivisie für AZ gegen den SC Heerenveen im Abe-Lenstra-Stadion in Heerenveen. Das Spiel endete mit einem 3:2-Sieg für Heerenveen und Kerkez wurde in der 77. Minute eingewechselt. In der Saison 2022/23 konnte er sich als Stammspieler in der Außenverteidigung etablieren. Am 14. August 2022 erzielte er sein erstes Tor in der Eredivisie gegen Sparta Rotterdam, als er das entscheidende Tor zum 3:2-Auswärtssieg schoss.
Im Sommer 2023 wechselte er zum AFC Bournemouth in die englische Premier League. Zwei Jahre später wechselte er zum FC Liverpool.

### Nationalmannschaft
Kerkez war 2019 in Stara Pazova beim serbischen Fußballbund und sollte für die U-15 Nationalmannschaft Serbiens auflaufen, dazu kam es aber nach Aussage seines Vaters am Ende aus verschiedenen Gründen nicht.
Nach Einsätzen für die U-17 und U-21-Nationalmannschaften Ungarns gab Kerkez sein Debüt für die A-Nationalmannschaft Ungarns am 23. September 2022 bei einem Spiel der UEFA Nations League gegen die deutsche Nationalmannschaft in Leipzig.

### Privates
Privates
Milos Kerkez wurde in der serbischen Stadt Vrbas geboren und wuchs dort auf. Er wurde maßgeblich von seinem Vater Sebastijan Kerkez in seiner fußballerischen Entwicklung unterstützt. Dieser spielte auch eine zentrale Rolle bei der Entscheidung, die ungarische anstelle der serbischen Nationalmannschaft zu vertreten – eine Wahl, die laut Kerkez aus karrierebezogenen Erwägungen getroffen wurde.[5]
Die Familie identifiziert sich ethnisch als serbisch, dennoch zeigt sich sein Vater stolz über die Nationalmannschaftskarriere seines Sohnes in Ungarn. Milos’ Großvater väterlicherseits stammt aus Bosanska Krupa in der heutigen Teilrepublik Republika Srpska in Bosnien und Herzegowina. Dessen Ehefrau, Milos’ Großmutter väterlicherseits, ist ungarischer Herkunft mit teilweise deutschen Wurzeln. Milos’ Mutter Tijana ist Serbin.
Kerkez hat zwei Brüder: Marko, der ebenfalls professioneller Fußballspieler ist und unter anderem für FK Vojvodina Novi Sad sowie Partizan Belgrad spielte, sowie Rade, den ältesten der drei Brüder.